# Concordato de Fontainebleau

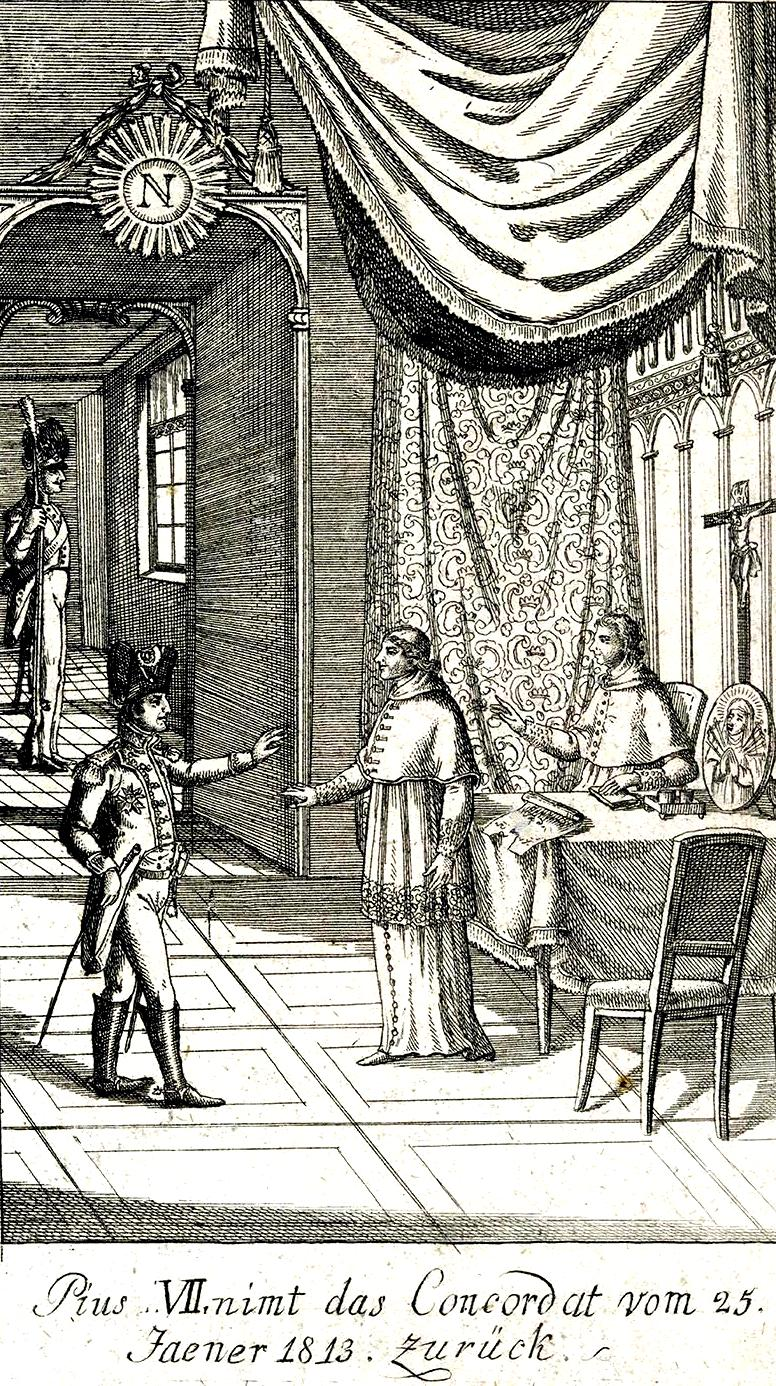
Garabato de Napoleón Bonaparte y Pío VII durante la firma del concordato

El Concordato de Fontainebleau o Concordato de 1813 fue un acuerdo entre Napoleón Bonaparte y Pío VII el 25 de enero de 1813, donde se acordó que el Papa renunciara a sus territorios temporales y aceptaría residir en Francia.

## Historia
Véase también: Pio VII
En mayo de 1812 en vísperas de la invasión napoleónica de Rusia, Napoleón decidió trasladar al pontífice que era su prisionero en aquel entonces al palacio de Fontainebleau, bajo el pretexto de que los británicos podrían liberarlo, durante su traslado tuvo una enfermedad grave pero luego fue tratada durante el camino, el 20 de junio del mismo año llegó al palacio de Fontainebleau donde también fue tratado.
El 19 de enero de 1813, Napoleón viajó a Fontainebleau para negociar con el pontífice para que firmara el concordato en donde renunciara a sus territorios temporales, que incorporaría la adhesión al galicanismo, la designación de dos tercios de los cardenales por los soberanos católicos, la desautorización de los cardenales "negros", el establecimiento de la residencia papal en París y la institución de obispos por los metropolitanos.
Después de 5 días de discusiones, se consiguió que el pontífice firmara el concordato el 25 de enero del mismo año.
A principios de 1814, Napoleón estaba pasando por momentos difíciles, entonces el 19 de enero de 1814, restauro los Estados Pontificios y el pontífice ya era libre y abandono Fontainebleau, entonces se disolvió el concordato.